# SLOW (Band)
SLOW (Akronym von englisch Silence Lives Out/Over Whirlpool) ist eine 2007 gegründete Funeral-Doom-Band.

## Geschichte
SLOW wurde im Jahr 2007 von dem Musiker Olmo „Déhà“ Lipani (Imber Luminis, God Eat God, Sorta Magora, Deos) als instrumentales Funeral-Doom-Projekt gegründet. Bis hin zum Produktionsprozess des vierten Studioalbums IV – Mythologiæ agierte Lipani als alleiniges Mitglied des Projektes. Zum fünften Album V – Oceans stieß Lore Boeykens als Texterin hinzu und trug so auch zur Überarbeitung des 2015 bereits erschienenen Albums IV – Mythologiæ als IV – Mythologiæ (Re-recording) bei. Seither gilt Boeykens als Teil des Projektes. Für das sechste Album VI – Dantalion brachte sie sich hinzukommend als Sängerin und Musikerin ein.
Die ersten Veröffentlichungen des Projektes erschienen im Selbstverlag. Erst mit dem dritten Studioalbum, dem 2013 erschienenen III – Gaïa wurde das Projekt durch ein Independent-Label unterstützt. Seither kooperierte SLOW mit Silent Time Noise, GS Productions und Code666 Records/Eibon Records, Subunternehmen von Aural Music. Die Rezeption der Musik des Ein-Mann-Projektes fiel in den ersten Jahren weitestgehend gering aus. Das Frühwerk wurde international kaum wahrgenommen. Mit der Wiederveröffentlichung des fünften Studioalbums V – Oceans im Jahr 2018 über die Aural-Music-Sublabel Eibon Records und Code666 änderte sich die Wahrnehmung. Positive Rezensionen in Webzines wie Metal.de, Angrymetalguy, Metal1.info, Hell is Open, Your Last Rites, Ghost Cult Mag, The Obelisk, Hellfire Magazine und Musikmagazinen wie Sonic Seducer, Rock Hard oder Metal Hammer zeugten von einer erhöhten Anerkennung und Wahrnehmung über die Grenzen des Funeral-Genres hinaus.  Im Jahr 2018 wurde das Album in einer Liste des Webzines Cvlt Nation neben Sanctuary in the Depths von Solemn They Await, Funeral Impressions von Frowning, Endeligt von Nortt und Longing von Bell Witch zu den „unterbewertesten Alben des Genres“ gerechnet. Auch nachkommende Veröffentlichungen wurde entsprechend mehr beachtet.

## Stil
Die von SLOW gespielte Musik wird dem Funeral Doom zugeordnet. Das Webzine Doom-Metal.com beschreibt die Musik als „grandiose Klanglandschaften, in denen sich Verzweiflung und Schönheit treffen.“ So sei die Musik „majestätisch und tief“. In Besprechungen weiteren werden der Musik oft ähnliche Attribute zugesprochen. Als einordnende Vergleichsgrößen wird  auf Doom-Metal.com The Howling Void angeführt. An anderer Stelle werden hingegen Vergleiche zu Colosseum und Ahab gezogen. Mit einem Verweis auf den von Ahab geprägten Begriff Nautik Funeral Doom beschreibt Peter Mildner in einer für Metal.de verfassten Rezension die von SLOW auf V – Oceans präsentierte Musik.

„‚V – Oceans‘ zeichnet eine fortwährende Dynamik aus akustischer Ebbe und Flut aus, in der sich wie über tosende Wellen schwebende Leads einsamster Melodik mit brachialer, in sich zusammenkrachender Riffgewalt abwechseln und dramatische Key-Teppiche sowie die abgründigen Growls Déhàs als klanggewordene Depression über allem thronen. Wäre der Terminus „Nautik Funeral Doom“ nicht schon längst geprägt, SLOW wäre heißester Anwärter.“

## Diskografie
- 2007: Demo I (Demo, Selbstverlag)
- 2009: I – Silence Lives Out/Over Whirlpool (Album, Selbstverlag, Wiederveröffentlicht über Satanarsa Records)
- 2011: II – Deeper in the Space, Higher in the Ocean (Album, Selbstverlag,  Wiederveröffentlicht über Satanarsa Records)
- 2013: III – Gaïa (Album, Silent Time Noise)
- 2015: IV – Mythologiæ (Album, GS Productions)
- 2016: IV – Mythologiæ (Ambient) (Album, Selbstverlag)
- 2017: V – Oceans (Album, GS Productions, Eibon Records/Code666 Records)
- 2019: IV – Mythologiæ (Re-recording) (Album, Code666 Records)
- 2019: VI – Dantalion (Album, Code666 Records)